# Adeline Records
Adeline Records est une label discographique américain de punk rock, basé à Oakland, en Californie, actif entre 1997 et 2017. 

## Histoire
Le label est fondé en 1997 et son nom s'inspire d'une rue d'Oakland, en Californie, appelée Adeline Street. Le label est tenu pendant son existence par Billie Joe Armstrong, le chanteur de Green Day, sa femme Adrienne Armstrong et Jim Thiebaud, un skateur professionnel,. Jason White, l'ami proche de Billie Joe et son partenaire de groupe supervise actuellement au jour-le-jour le bon fonctionnement du label. La manager du groupe, Pat Magnarella, a aussi accepté de travailler avec Adeline Records.
Le label ferme en 2017. En juillet 2017, Pat Magnarella se sépare de Green Day après 21 ans de service.

## Ventes
Adeline Records vendait aussi des habits pour hommes et femmes. La marque s'appelait Adeline Street et vend comme vêtements des chemises, des t-shirts, des sous-vêtements, des robes, des chapeaux, des swet-shirts, et des vestes. Elle vend aussi des accessoires et des bijoux pour homme, femme et enfant. Le logo dessiné par Billie Joe et Adrienne représente un crâne avec deux tibias en dessous avec un cœur rose dessiné dessus pour les femmes et un kaki pour les hommes. Cette marque cesse d'être vendue en 2008.

## Groupes
- The Frustrators (en)
- Green Day (sorties vinyles seulement)
- Stickup Kid (en)[4]
- Jesse Malin (en)
- Living with Lions (en)
- Look Mexico (en)
- One Time Angels
- One Man Army (en)
- Pinhead Gunpowder
- Timmy Curran
- White Wives (en)[7]
- AFI
- Agent 51 (en)
- Broadway Calls (en)
- Fetish
- Fleshies (en)
- The Frisk (en)
- The Hours (en)
- The Influents (en)
- The Living End
- The Network
- The Soviettes
- The Thumbs (en)
- Emily's Army[8]